# ロンドン・フィルム・スクール
ロンドン・フィルム・スクール（英語: London Film School）は、1956年に設立されたイギリスで最も古いフィルムスクールである。通称LFS。ロンドンのコヴェント・ガーデンに位置し、英国映画界の中心でありヨーロッパのエンターテインメント業界の中心であるソーホー地区に近接する。設立当初はロンドン・スクール・オブ・フィルム・テクニック、1971年から2000年にかけてはロンドン・インターナショナル・フィルム・スクールとも呼ばれていた。2001年からはロンドン・フィルム・スクールに名称が戻っている。2年制の映画制作修士課程・脚本修士課程は、ラッセルグループ（英国版アイビーリーグ）のひとつ名門ウォーリック大学（University of Warwick）からも学位が与えられる。また国際映画ビジネスの修士課程と博士課程は、同じくラッセルグループのエクセター大学（University of Exeter）から学位が与えられる。ロンドン・フィルム・スクールは専門職大学院であり、これまで80か国の留学生を迎えている。現在イギリス出身の学生は全校の4分の1である。イギリス政府機構 UK Creative Skillset が公認する3つの映画教育機関のひとつに認定されている。現校長は名監督であり、ロンドン・フィルム・スクール卒業生のマイク・リーである。

## 教育内容
ロンドン・フィルム・スクールは映画専門職大学院である。一般的にフィルムスクールで製作する作品の費用は学費とは別に用意しなければいけないが、LFSでは映画製作の費用は初めから学費に組み込まれている。学費には、5つの短編作及び卒業作品製作費用の一部がカバーされ、フィルムかデジタルで撮影する選択肢が与えられる。12週間サイクルで一本の作品が開発、撮影、ポスプロ、上映まで至り、学生は厳しいスケジュールを守りながら映画製作する方法を学ぶことができる。ロンドン・フィルム・スクールが年間に制作する映画本数は170作品以上にも及ぶ。
マスタークラスプログラムでは、アッバス・キアロスタミ、ケン・ローチ、ハニフ・クレイシ、フランク・ロッダム、ディック・ポープ、スティーヴン・フリアーズなど著名な映画人が講師として教鞭を取っている。またアル・ゴア元米副大統領もロンドン・フィルム・スクールで自身が設立した米テレビ局カレントTVについての講義をおこなったことがある。
2014年のカンヌ国際映画祭ではロンドン・フィルム・スクール出身者６名が名を連ねた。コンペティション部門ではマイク・リー監督作品『ターナー、光に愛を求めて』が主演男優賞とヴァルカン賞を受賞、ある視点部門ではジュリアーノ・リベイロ・サルガドがヴィム・ヴェンダースと共同監督を務めたドキュメンタリー映画『セバスチャン・サルガド　地球へのラブレター』が審査員特別賞を受賞した。またSimón Mesa Sotoの卒業作品『Leidi』は短編映画コンペティション部門で最高賞のパルムドールを受賞した。
また、2015年のアカデミー外国語映画賞リストには３名のロンドン・フィルム・スクール出身者が名を連ねた。香港代表のアン・ホイは４回目の選出、エジプト代表のモハメッド・カーンは2回目の選出、そしてドミニカ共和国代表の Leticia Tonos は今回が初選出となった。
ロンドン・フィルム・スクール出身者は技術的な分野でも活躍している。特に撮影照明の分野は功績が大きく、Jo Willems (The Hunger Games)、 Erik Wilson (Paddington and 20,000 Days on Earth)、Ole Bratt Birkeland (The Missing)といった著名な撮影監督を多く輩出している。

## 著名な卒業生
- ドン・ボイド（英語版）
- ブラッド・アンダーソン
- ビル・ダグラス（英語版）
- タク・フジモト
- エドワルド・グエデス（英語版）
- ダニー・ヒューストン
- ダンカン・ジョーンズ
- マイク・リー
- マノーソス・マノーサキス（英語版）
- マイケル・マン
- ドミニク・オセニン＝ジラール（英語版）
- ハーレー・コクリス（英語版）
- アン・ホイ
- ジョン・アーヴィン
- ボーズ・デーヴィッドソン（英語版）
- アリ・ムスタファ（英語版）
- マーク・フォーステイター（英語版）
- フランク・ロッダム（英語版）
- ロス・デヴェニッシュ（英語版）
- アレッサンドロ・ディ・ロビラント（英語版）
- ジョージ・P・コスマトス
- ロバート・レイトン
- ルイス・マンドキ（英語版）
- アニュ・メノン（英語版）
- ミゲル・ペレイラ（英語版）
- 佐藤嗣麻子
- レズ・ブレア（英語版）
- イアイン・スミス（英語版）
- ウエリ・スタイガー
- アンジャリ・メノン（英語版）
- ゲイル・タッテルサル（英語版）
- ジョー・ウィレムズ（ドイツ語版、ロシア語版）
- エリック・ウィルソン（wikidata）
- イアン・ウィルソン（英語版）
- ジョン・ウォルッシュ（英語版）
- トゥンデ・ケラニ（英語版）
- オル・ブラット・ビルケランド (Ole Bratt Birkeland)
- オーブリー・パウエル

## Honorary Associates
- ジリアン・アンダーソン
- アマ・アサンテ（英語版）
- ジム・ブロードベント
- マイク・フィギス
- スティーヴン・フリアーズ
- アッバス・キアロスタミ
- ケン・ローチ
- パヴェル・パヴリコフスキー
- リン・ラムジー
- ジェレミー・トーマス
- リチャード・リンクレイター
- フィリップ・デイビス（英語版）
- レイフ・ファインズ
- フィリップ・フレンチ（英語版）
- ウィリアム・フリードキン
- ジャック・ゴールド（英語版）
- ケイト・キニンモント (Kate Kinninmont)
- クリスティン・ランガン（英語版）
- リチャード・レスター
- サマンサ・モートン
- レベッカ・オブライエン（英語版）
- テッサ・ロス
- リタ・トゥシンハム

## スポンサー
- 全英映像等級審査機構 British Board of Film Classification
- Soho Images
- Kodak
- パナビジョン Panavision
- Avid
- Technicolor
- Film London
- Institut Français
- Creative Skillset
- 王立演劇学校 RADA
- British Film Institute